# Абатия
Абатия (порт. Abatiá) — муниципалитет в Бразилии, входит в штат Парана. Составная часть мезорегиона Север Пиунейру-Паранаэнси. Входит в экономико-статистический микрорегион Корнелиу-Прокопиу. Население составляет 6796 человек на 2006 год. Занимает площадь 229,083 км². Плотность населения — 29,7 чел./км². На языке тупи название означает «зёрна кукурузы».

## История
Толчок к развитию поселения дало развитие кофейных плантаций. Город основан 17 октября 1947 года.

## Статистика
- Валовой внутренний продукт на 2003 год составляет 38 350 336,00 реалов (данные: Бразильский институт географии и статистики).
- Валовой внутренний продукт на душу населения на 2003 год составляет 5135,98 реалов (данные: Бразильский институт географии и статистики).
- Индекс развития человеческого потенциала на 2000 год составляет 0,710 (данные: Программа развития ООН).

## География
Климат местности: субтропический. В соответствии с классификацией Кёппена, климат относится к категории Cfa.
1. ↑  Название «Абатия» используется на географических картах. Правильное произношение — Абатиа́